# 纳瓦
纳瓦，是西班牙阿斯图里亚斯的一个市镇。总面积96平方公里，总人口5406人（2001年），人口密度56人/平方公里。